# Bernard L. Feringa
Bernard Lucas „Ben” Feringa (n. 18 mai 1951, Barger-Compascuum⁠(d), Drenthe, Țările de Jos) este un chimist neerlandez, specializat în nanotehnologie moleculară. Este laureat al Premiului Nobel pentru Chimie 2016, împreună cu Jean-Pierre Sauvage și Fraser Stoddart‎.